# Bodianus scrofa
 Bodianus scrofa és una espècie de peix de la família dels làbrids i de l'ordre dels perciformes.

## Morfologia
Els mascles poden assolir els 43 cm de longitud total.

## Distribució geogràfica
Es troba a les Açores, Madeira, Canàries i Cap Verd.